# Wim Vandekeybus

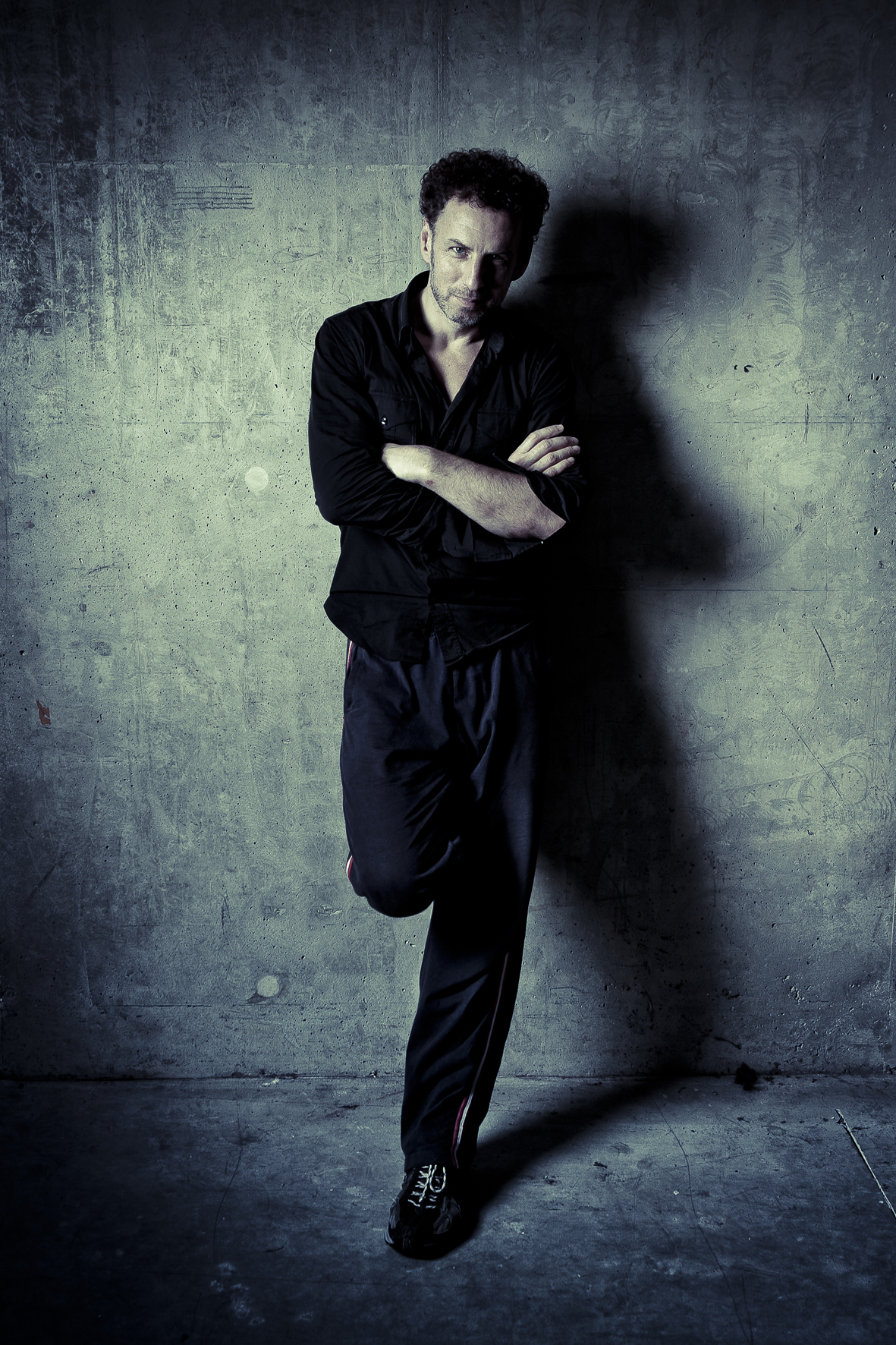
Wim Vandekeybus (2011)

Wim Vandekeybus (* 30. Juni 1963 in Herenthout) ist ein belgischer Choreograph, Regisseur und Fotograf. Er hat sein eigenes Unternehmen Ultima Vez mit Sitz in Sint-Jans-Molenbeek (Brüssel).
Gemeinsam mit Jan Fabre, Alain Platel und Anne Teresa De Keersmaeker ist Wim Vandekeybus in den 80er Jahren verantwortlich für die Flämische Welle im zeitgenössischen Tanz. Er machte über dreißig internationale Tanz- und Theaterproduktionen und fast ebenso viele Filme und Videoarbeiten.

## Durchbruch
Nach dem Abitur studierte er kurz Psychologie an der Katholieke Universiteit Leuven in Leuven, Belgien. Nach einem Workshop mit Paul Peyskens kam er in Kontakt mit dem Theater. Er besuchte verschiedene Tanzworkshops und konzentrierte sich auf Film und Fotografie.
Nach dem Vorsprechen im Jahr 1985 für The Power of Theatre Madness von Jan Fabre reiste Wim Vandekeybus zwei Jahre lang als einer der beiden nackten Könige des Stücks durch die Welt. 1986 zog er sich mit einer Gruppe Tänzer für mehrere Monate nach Madrid zurück, um an seiner ersten Show zu arbeiten und seine Firma Ultima Vez zu gründen.
Seine erste Show, What the Body Does Not Remember, wurde im Juni des Jahres 1987 im Toneelschuur in Haarlem (Niederlande) uraufgeführt. Die Musik wurde von Thierry De Mey und Peter Vermeersch komponiert. Die Aufführung gewann 1988 einen Bessie Award.
Eine Residenz im Jahr 1989 im Centre National de Danse Contemporaine d’Angers führte zu Les porteuses de mauvaises nouvelles, die Vandekeybus einen zweiten Bessie Award einbrachten.

## Künstlerische Handschrift
Obwohl Vandekeybus vor allem auf das physische Material achtet, zeigen die frühen Shows von Ultima Vez bereits die rudimentären Umrisse einer Erzählung, zum Beispiel im Gegensatz zwischen Männern und Frauen.
Wie Menschen in ungewohnten Situationen reagieren, hat Vandekeybus schon immer fasziniert. Er hat oft mit anderen Künstlern und Performern mit unterschiedlichem Hintergrund zusammengearbeitet.
Vandekeybus ist ständig auf der Suche nach Neuartigkeit und Innovation in seiner Arbeit, aber während seiner sehr unterschiedlichen Produktionen ist er immer dem Idiom der Bewegung treu geblieben. Die Kernelemente seines Œuvres sind Spannung und Konflikt, die Dichotomie Körper/Geist, Risiken und Impulse sowie die Körperlichkeit, Leidenschaft, Intuition und Instinkt. Allerdings wird jedes Element in seinen Shows anders angegangen.

## Aufführungen
- 1987 What the Body Does Not Remember
- 1989 Les porteuses de mauvaises nouvelles
- 1990 The Weight of a Hand
- 1991 Immer das Selbe gelogen
- 1993 Her Body Doesn't Fit Her Soul
- 1994 Mountains Made of Barking
- 1995 Alle Grössen decken sich zu
- 1996 Bereft of a Blissful Union
- 1996 Exhaustion from Dreamt love
- 1997 7 for a Secret never to be told
- 1998 Body, body on the wall…
- 1998 The Day of Heaven and Hell
- 1999 In Spite of Wishing and Wanting
- 2000 Inasmuch as Life is borrowed…
- 2001 Scratching the Inner Fields
- 2002 ’s NACHTs
- 2002 Bericht aan de Bevolking
- 2002 it
- 2002 Blush
- 2003 Sonic Boom
- 2004 Viva!
- 2004 Rent a kid, no bullshit!
- 2005 Puur
- 2006 Bêt noir
- 2007 Spiegel
- 2007 Nachtschade
- 2007 MENSKE
- 2008 Lichtnacht
- 2009 Black Biist
- 2009 nieuwZwart
- 2010 Monkey Sandwich
- 2011 Radical Wrong
- 2011 IT 3.0
- 2001 Oedipus / bêt noir
- 2012 FEAR NOT
- 2012 booty Looting
- 2013 Spiritual Unity
- 2014 Talk to the Demon
- 2015 Speak low if you speak love …
- 2017 Mockumentary of a Contemporary Saviour
- 2018 Go Figure Out Yourself
- 2018 TrapTown
- 2019 Die Bakchen - lasst uns tanzen
- 2019 Traces
- 2020 Hands do not touch your precious Me
- 2022 Scattered Memories

## Filmografie
- 1990 Roseland
- 1992 La Mentira
- 1993 Elba and Federico
- 1994 Mountains Made of Barking
- 1996 Bereft of a Blissful Union
- 1996 Dust
- 1997 Body, Body on the wall…
- 1999 The Last Words
- 2000 Inasmuch
- 2001 Silver
- 2002 In Spite of Wishing and Wanting
- 2005 Blush
- 2007 Here After
- 2011 Monkey Sandwich
- 2015 Galloping Mind

## Auszeichnungen
- 1988: Bessie Award für What the Body Does Not Remember[7]
- 1990: Bessie Award für Les Porteuses de mauvaises nouvelles
- 2007: Choreography Media Honor of the Directors Guild of America in Los Angeles[8]
- 2012: Keizer Karel Preis[9]
- 2013: Evens Arts Preis[10]